# NGC 4707
NGC 4707 је спирална галаксија у сазвежђу Ловачки пси која се налази на NGC листи објеката дубоког неба.
Деклинација објекта је + 51° 9' 48" а ректасцензија 12h 48m 23,2s. Привидна величина (магнитуда) објекта NGC 4707 износи 13,0 а фотографска магнитуда 13,6. Налази се на удаљености од 8,0000 милиона парсека од Сунца. NGC 4707 је још познат и под ознакама UGC 7971, MCG 9-21-50, DDO 150, CGCG 270-25, 1ZW 43, PGC 43255.